# فیلیپ روپناک
فیلیپ روپناک (انگلیسی: Philipp Röppnack؛ زادهٔ ۲۱ نوامبر ۱۹۸۹) بازیکن فوتبال اهل آلمان است.
از باشگاه‌هایی که در آن بازی کرده‌است می‌توان به باشگاه فوتبال کارل زایس ینا اشاره کرد.